# IC 234
IC 234 је спирална галаксија у сазвјежђу Кит која се налази на листи објеката дубоког неба у Индекс каталогу.
Деклинација објекта је - 0° 8' 22" а ректасцензија 2h 31m 37,7s. Привидна величина (магнитуда) објекта IC 234 износи 14,5 а фотографска магнитуда 15,3. IC 234 је још познат и под ознакама MK 1045, CGCG 388-34, KUG 0229-003, IRAS 02290-0021, PGC 9613.